# Nečemice
Nečemice jsou vesnice, část obce Tuchořice v okrese Louny. Nachází se asi 5 km na jih od Tuchořic. V roce 2011 zde trvale žilo 90 obyvatel. Nejvyšší bod leží 406 metrů nad mořem.
Název Nečemice nese také katastrální území o rozloze 8,3 km².

## Historie

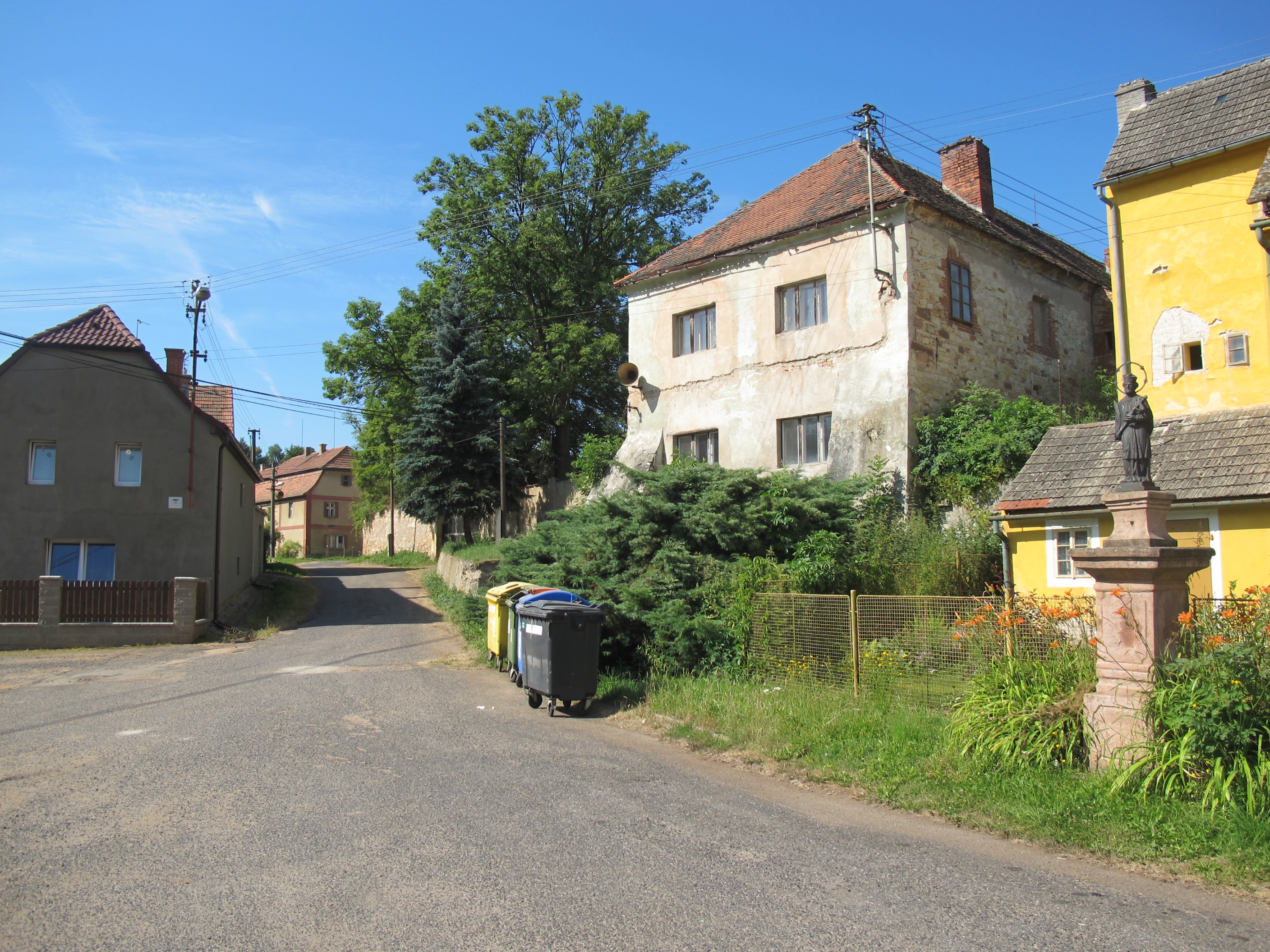
Budova čp. 1

Občas udávaná první písemná zmínka o obci z roku 1115 je omylem. Ve skutečnosti se vztahuje k Nechanicím u Blovic. V písemných pramenech se Nečemice objevují teprve roku 1355, kdy byl do zdejšího kostela sv. Bartoloměje ustanoven farář Oldřich. Oldřicha podávali do kostela rytíři Lev, Blažej a Ditvín, všichni tři z přídomkem "z Nečemic". Je tudíž pravděpodobné, že zde v té době existovalo šlechtické sídlo, zřejmě v místech dnešního čp. 1. Za husitských válek zdejší fara zanikla. Do třicetileté války se v držení nečemického panství vystřídalo několik šlechtických rodů, z nichž nejvýznamnější byli Lobkovicové (od 1535), Hruškové z Března (od 1601) a Hrobčičtí z Hrobčic (od 1614). Po bělohorské bitvě, v roce 1623, zakoupil nečemické panství jako konfiskát Vratislav z Mitrovic. V kupní smlouvě se zdejší tvrz uvádí jako novostavba. V té době už byly Nečemice součástí panství Líčkov.
Třicetiletá válka kupodivu příliš velké škody ve vsi nenapáchala. Podle berní ruly z roku 1654 nebyla v Nečemicích ze 14 usedlostí ani jedna pustá, všichni hospodáři pěstovali chmel. Soupis poddaných podle víry z roku 1651 uvádí v Nečemicích 75 obyvatel. Protože všechna jména mají německou podobu, je zřejmé, že se tehdy v Nečemicích už mluvilo německy. Zámek se již neuvádí, pouze hospodářský dvůr. Všichni obyvatelé byli katolíci. Tereziánský katastr z roku 1757 uvádí o Nečemicích další podrobné údaje. Počet berní povinných hospodářství se nezměnil: Stále jich bylo 14, z toho 4 velké a 10 menších. Počet obyvatel vzrostl na 121.
Roku 1786 byl zdejší kostel sv. Bartoloměje opraven a opět uveden do provozu. Stal se lokálií kostela v Želči. Status farního kostela získal opět až roku 1857. Zřejmě krátce po zřízení lokálie byla v Nečemicích založena škola. Farní kronika zmiňuje k roku 1789 úmrtí prvního zdejšího učitele Michala Hofmanna.
Prvním voleným nečemickým starostou po zrušení vrchnostenské správy byl v roce 1849 Josef Schneider. Nejstarším spolkem v obci byli váleční veteráni (1880), následovaní hasiči (1874) a živnostníky (1891). V roce 1910 žilo v Nečemicích 93 % Němců, zbytek tvořili Češi. V provozu byl mlýn a cihelna. Řemesla a služby zastupovali dva kováři, bednář, tři ševci, truhlář, dvě dámské krejčové, řezník, holič, dva koloniály a tři hostince. Vesnici obklopovaly chmelnice. Chmelařství bylo charakteristické pro obec až do konce 20. století. Za první světové války padlo nebo bylo prohlášeno za nezvěstné celkem 24 mužů z Nečemic.
Po založení samostatného českého státu se stala aktivní zdejší česká menšina. Založila zde pobočku Národní jednoty severočeské a roku 1935 českou menšinovou školu. Po druhé světové válce bylo z Nečemic odsunuto 290 osob, všechny z internačního střediska v Žatci. Předsedou místní správní komise, ustavené v květnu 1945, se stal František Pohudka. V červenci 1946 se konala ustavující schůze Místního národního výboru, předsedou byl zvolen komunista Jindřich Šiška. Němci opuštěná hospodářství a domy osídlili kolonisté z řad Čechů z vnitrozemí a volyňských Čechů zejména z vesnice Okolek u Žitomiru.
Do roku 1981 byly Nečemice samostatnou obcí, v rámci správní reformy byly přičleněny k Tuchořicím, jejichž součástí jsou doposud. Nečemice představují v rámci Žatecka významnou rekreační enklávu. V 60. letech vznikla severně od vsi rozsáhlá chatová osada.

## Obyvatelstvo
Při sčítání lidu v roce 1921 zde žilo 430 obyvatel (z toho 212 mužů), z nichž bylo 45 Čechoslováků a 385 Němců. Kromě tří členů církve československé a sedmnácti židů všichni byli římskými katolíky. Podle sčítání lidu z roku 1930 měla vesnice 437 obyvatel: 21 Čechoslováků a 416 Němců. S výjimkou jednoho evangelíka a devíti židů se ostatní hlásili k římskokatolické církvi.
|           | 1869 | 1880 | 1890 | 1900 | 1910 | 1921 | 1930 | 1950 | 1961 | 1970 | 1980 | 1991 | 2001 | 2011 |
| --------- | ---- | ---- | ---- | ---- | ---- | ---- | ---- | ---- | ---- | ---- | ---- | ---- | ---- | ---- |
| Obyvatelé | 544  | 601  | 563  | 531  | 483  | 430  | 437  | 198  | 145  | 151  | 143  | 126  | 109  | 90   |
| Domy      | 79   | 83   | 87   | 94   | 101  | 88   | 109  | 108  | 42   | 42   | 39   | 46   | 47   | 49   |

## Pamětihodnosti

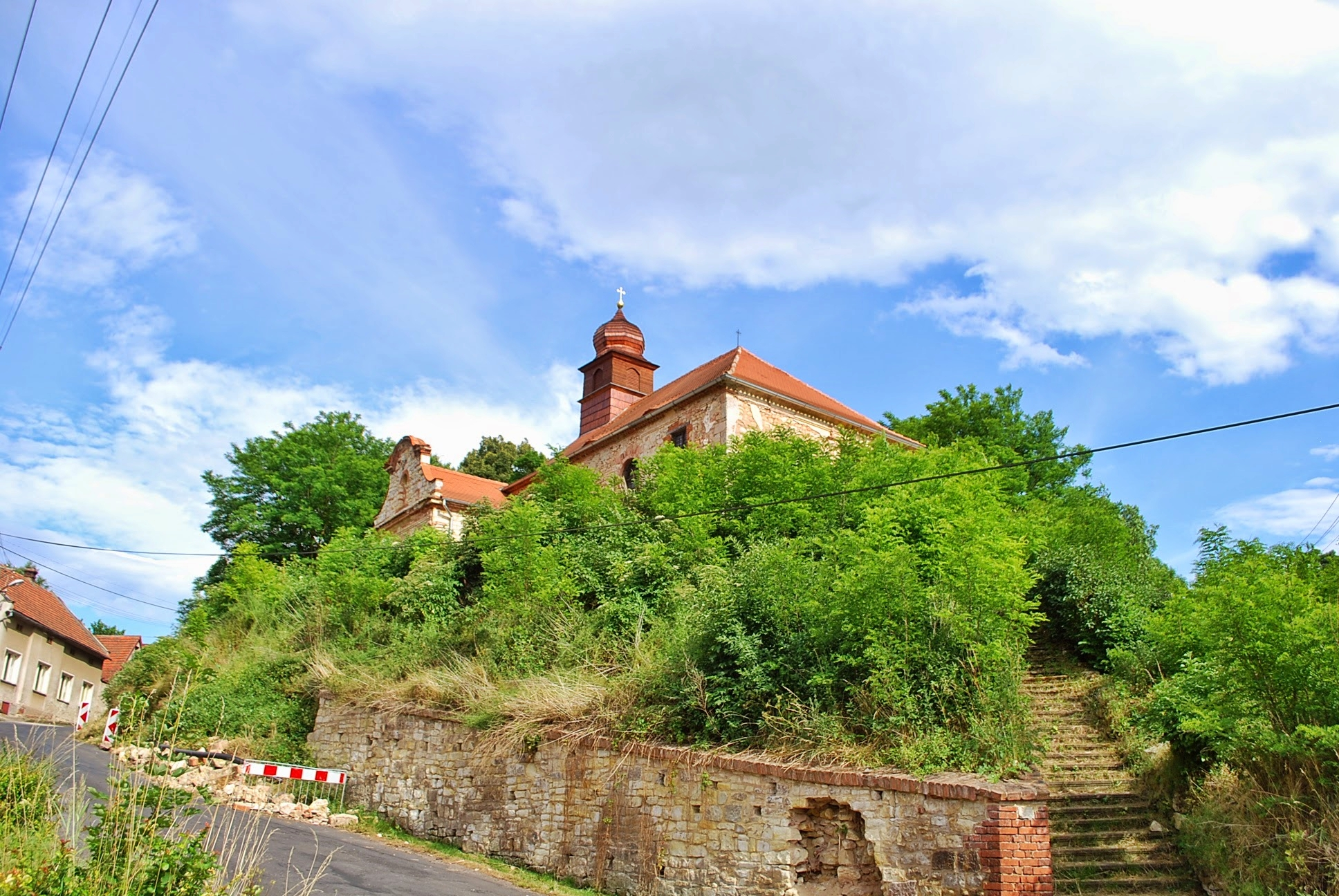
Kostel svatého Bartoloměje

- Kostel svatého Bartoloměje. Kostel je orientovaný, s obdélníkovou lodí a polokruhovým presbytářem. Na severní straně je pozdně barokní sakristie. V akademickém soupisu památek z roku 1978 je kostel určen jako pozdně barokní z roku 1786.[18] Po opadání omítky se na jižní straně fasády objevil zazděný gotický portál, fragmenty dvou oken téhož slohového zařazení a armovaná nároží. Je tudíž evidentní, že se v roce 1786 nejednalo o novostavbu, nýbrž o přestavbu, při níž zůstala velká část zdiva lodi z původní stavby zachována. Zazděný portál lze klást k polovině 14. století.[19]
- Venkovská usedlost čp. 1 na návsi. Vzhledem k řadě přízemních místností sklenutých valenou klenbou s výsečemi předpokládá Jiří Úlovec, že se jedná o přestavěnou renesanční tvrz.[20]
- Nečemické kamenné řady. Asi 1,5 km vzdušnou čarou, v lese severozápadně od vsi při modré turistické značce, jsou zbytky 4 pravidelně od sebe vzdálených řad kamenů. Kolem řad vede naučná stezka Nečemické řady.

## Galerie

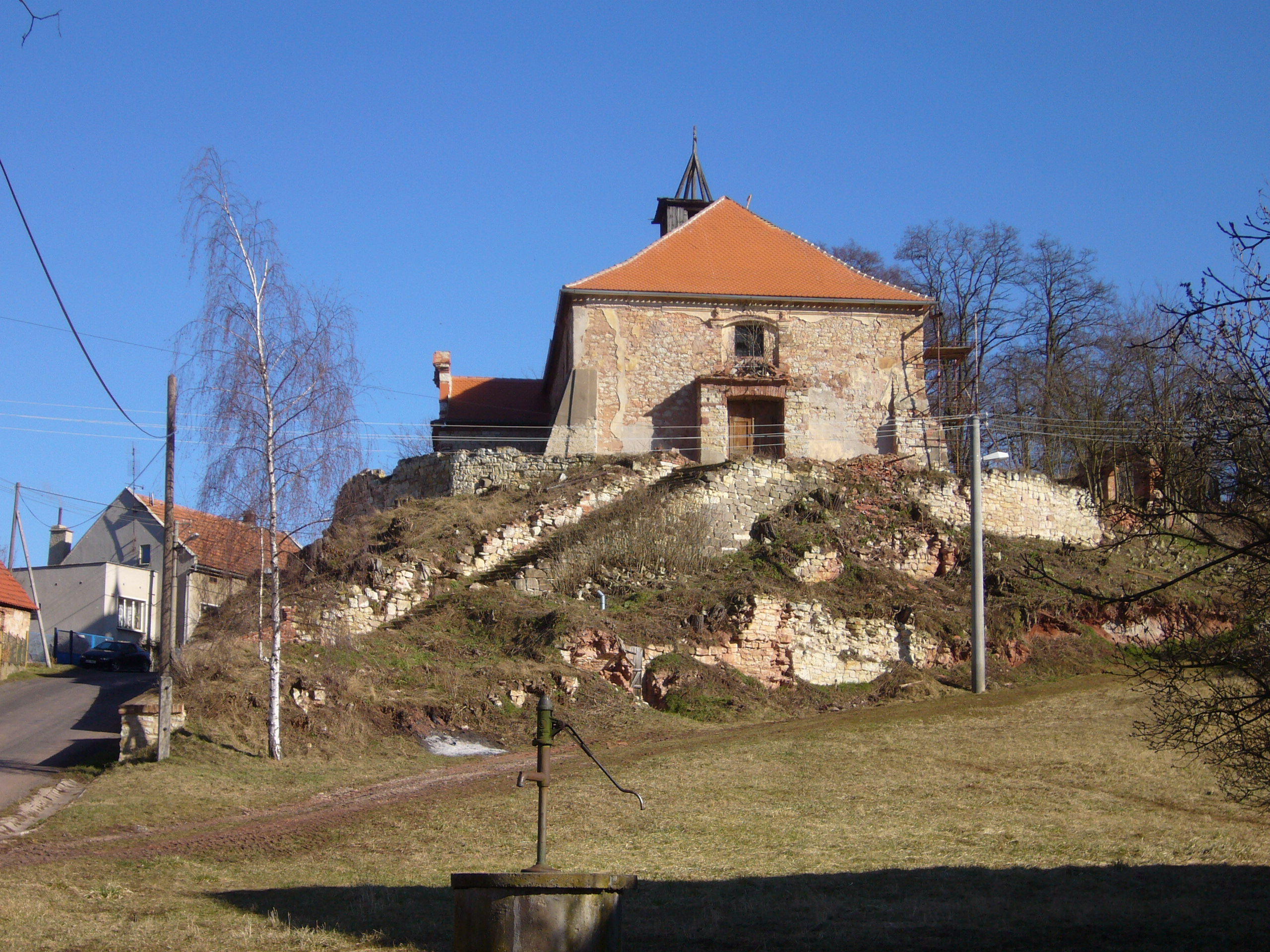
Návrší s kostelem svatého Bartoloměje
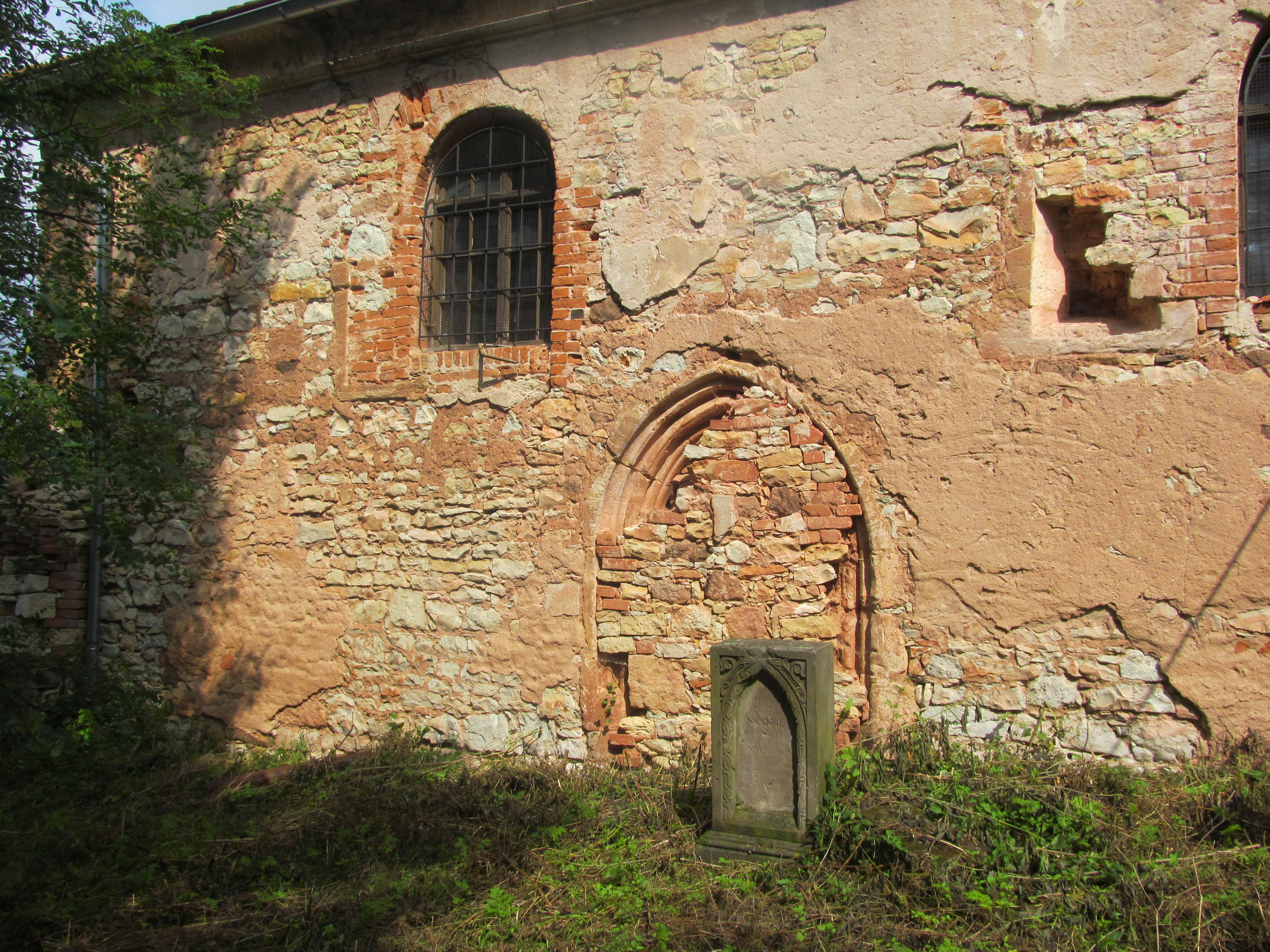
Gotické články na jižní fasádě kostela
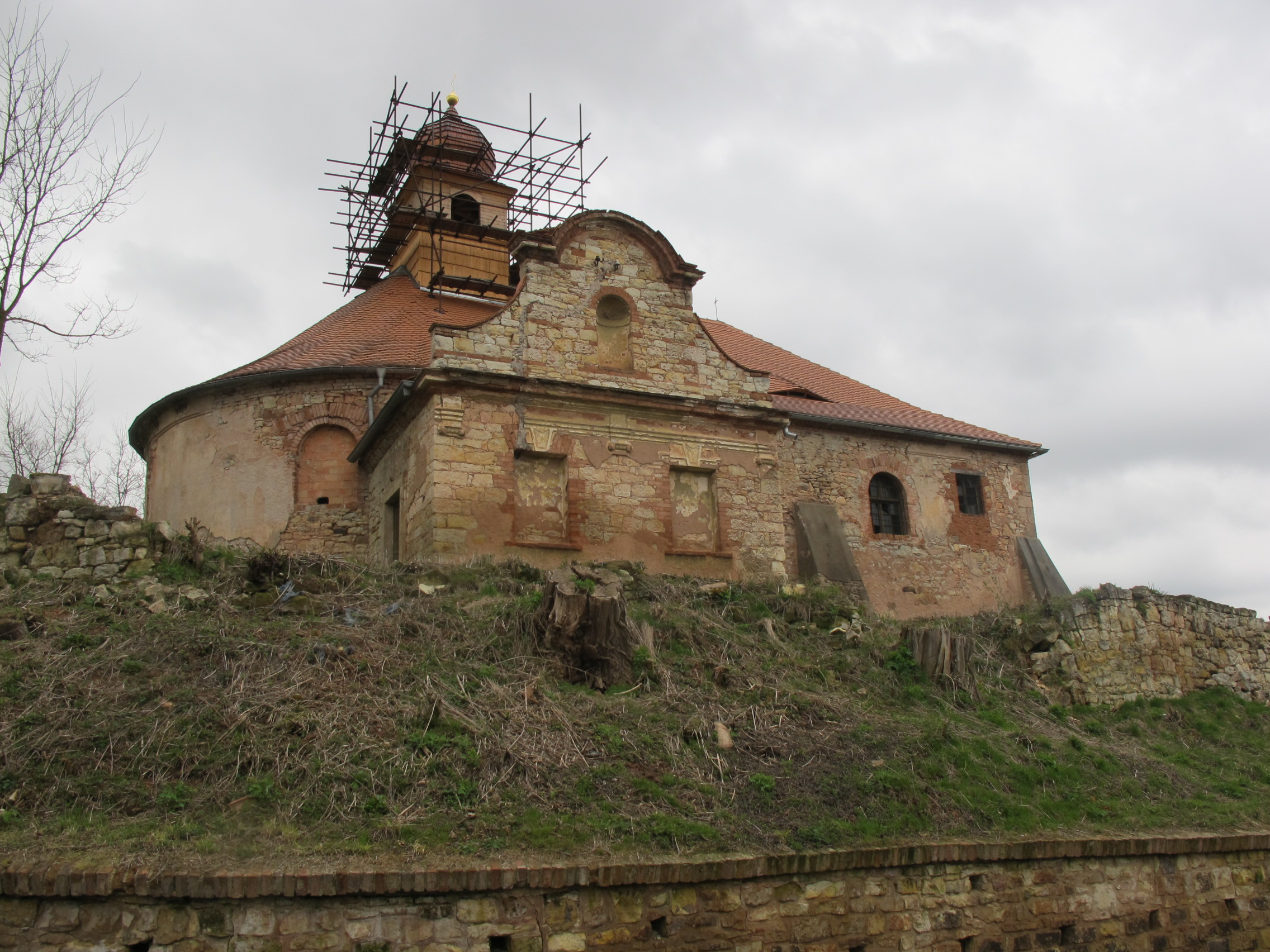
Severní fasáda kostela se sakristií
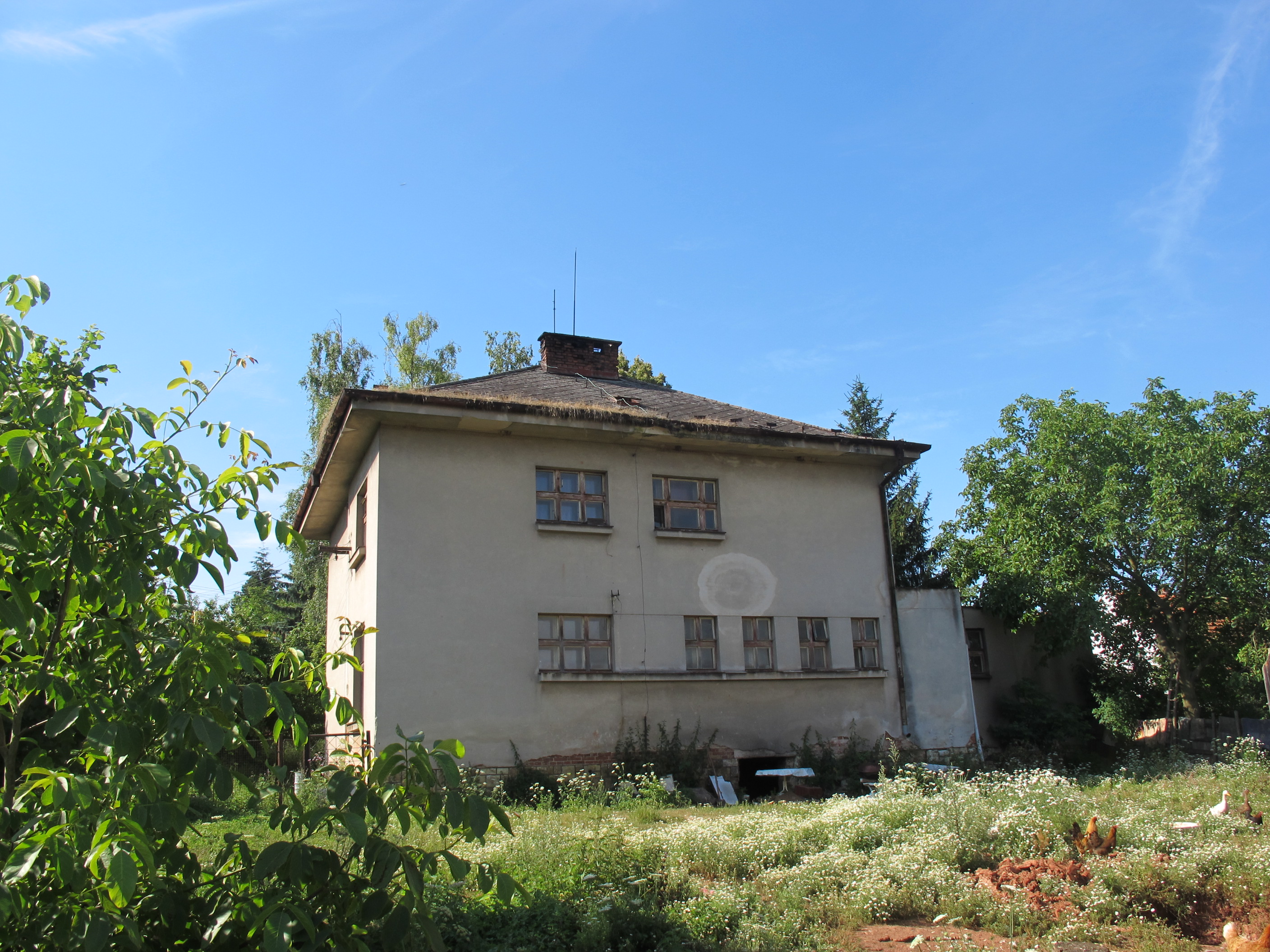
Bývalá česká menšinová škola z roku 1935
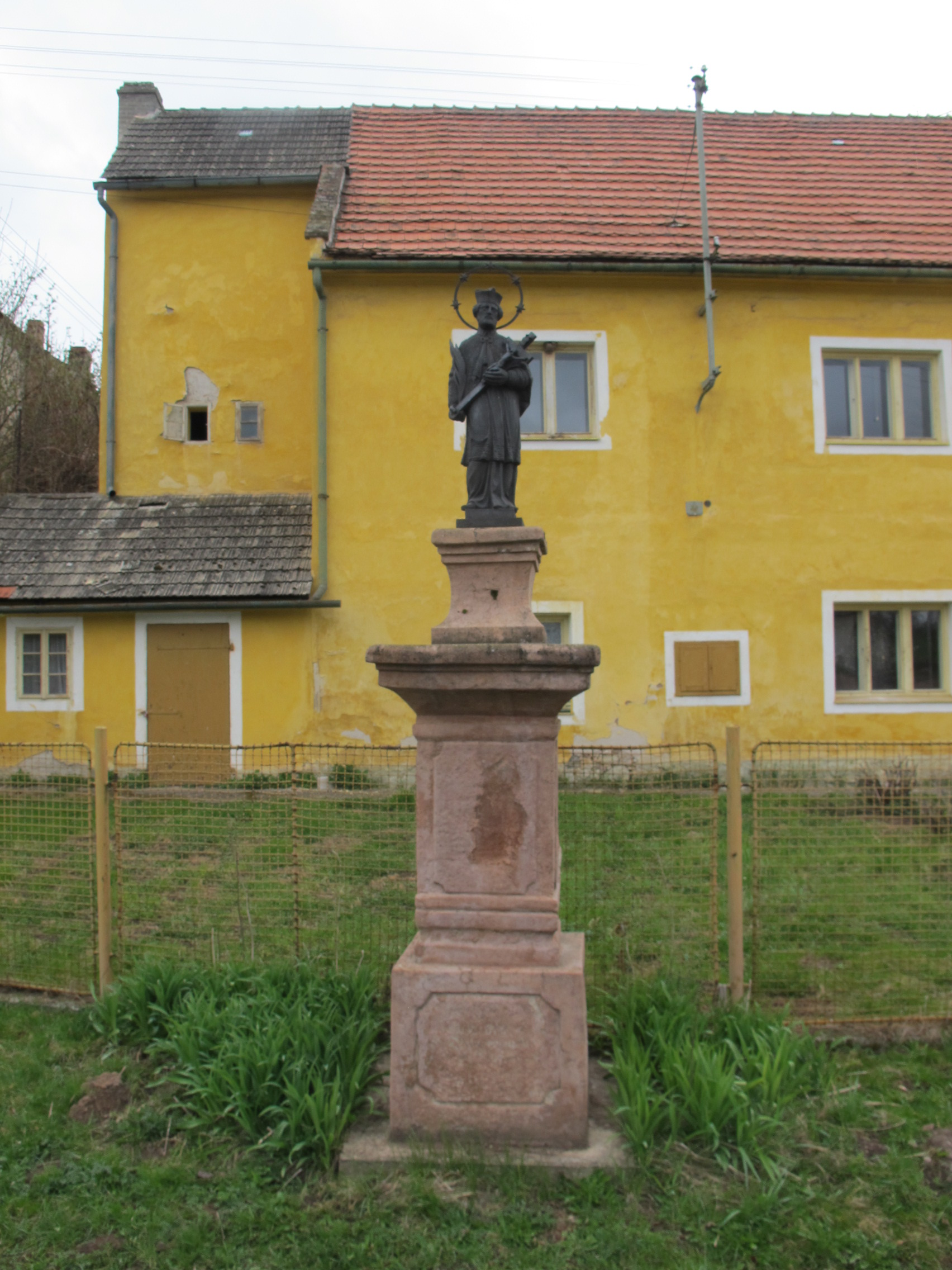
Plastika svatého Jana Nepomuckého na návsi
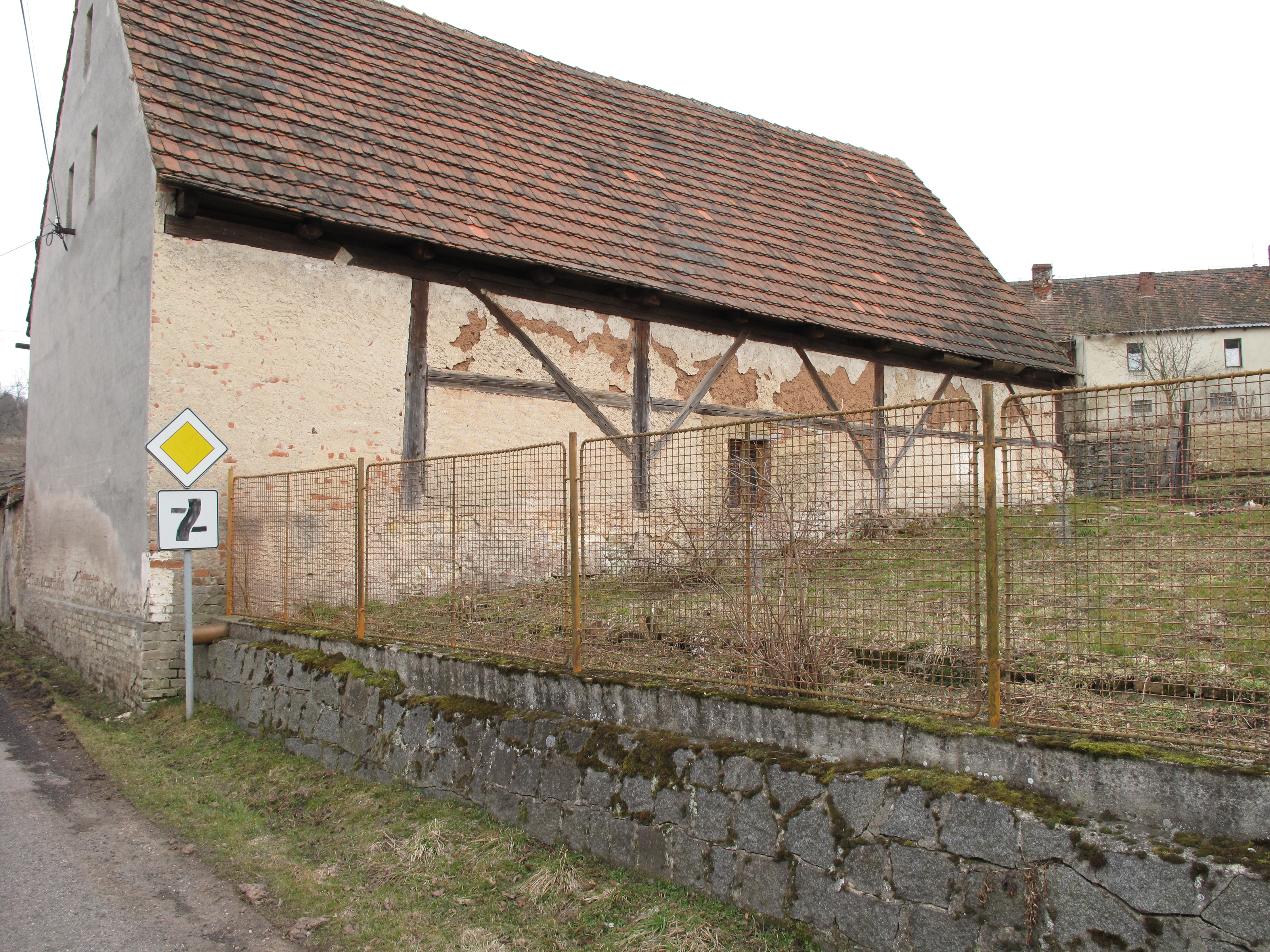
Hrázděný dům
Nečemice na mapě prvního vojenského mapování z roku 1764